# Steel cage

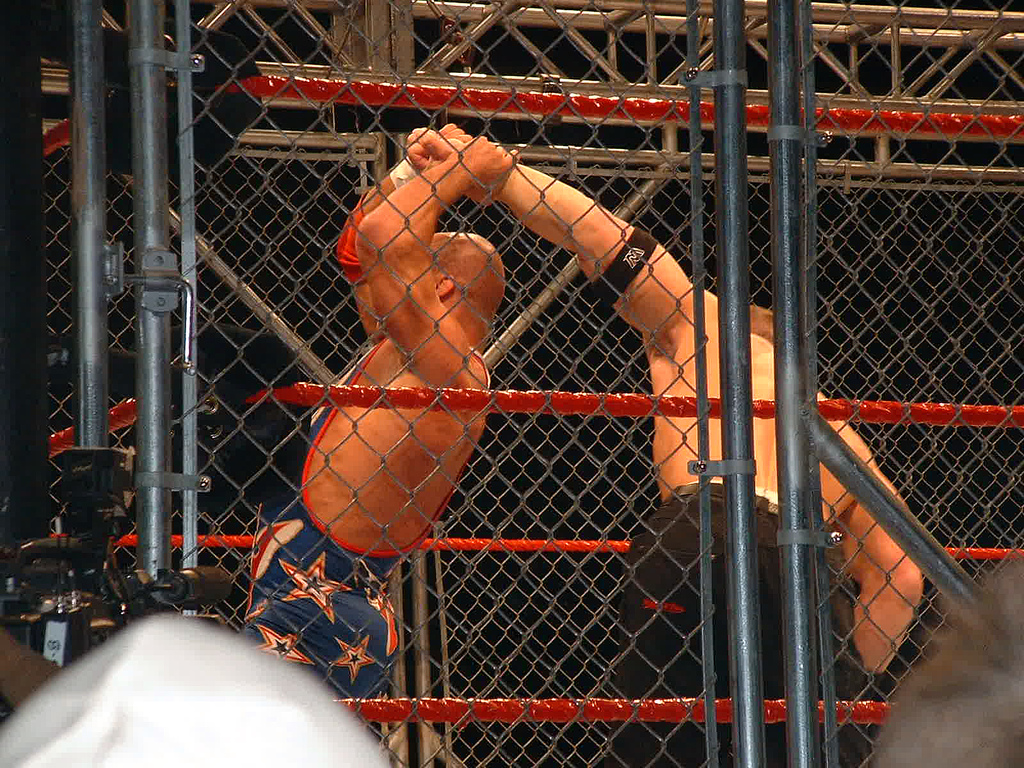
Um exemplo de Steel Cage Match entre Kurt Angle e John Cena.

A luta Steel Cage (luta em uma jaula de aço) é um dos tipos mais tradicionais de combate na luta livre profissional. Nesse formato, o combate acontece dentro de um ringue cercado por uma estrutura de aço, que impede tanto a fuga dos lutadores quanto a interferência externa. Esse tipo de luta se tornou um verdadeiro ícone do esporte e já serviu de inspiração para diversos filmes de ação.
As lutas em jaula são uma das formas mais antigas de cercado utilizadas no wrestling. De acordo com alguns historiadores, a primeira luta desse tipo ocorreu em 25 de junho de 1937, em Atlanta, Geórgia. Na época, a estrutura usada era feita de arame de galinheiro, uma solução improvisada para manter os atletas dentro do ringue e afastar possíveis intervenções de fora.
Com o passar dos anos, o design das jaulas evoluiu significativamente. O arame de galinheiro foi substituído por barras de aço, e, mais tarde, pelo cercado de arame tipo chain-link, semelhante ao usado em quadras esportivas. Este último se tornou o padrão atual por ser mais barato de produzir, mais leve para transportar e, principalmente, mais seguro para os lutadores, já que oferece maior flexibilidade durante os impactos.

## Regras
O lutador pode vencer este tipo de combate por pinfall, submissão ou quando consegue escapar da gaiola pela porta ou escalando e saindo por cima.
Além de ser feita de aço a gaiola também pode ser de bambu, como já aconteceu algumas vezes nas chamadas Punjabi Prision Match.